# Бор (Иркутская область)
Бор — деревня в Киренском районе Иркутской области. Входит в Киренское городское поселение.
Находится в 8 км к юго-западу от города Киренска, в полукилометре от правого берега реки Лена.

## Название
Название деревни происходит от русского бор — сосновый лес.

## Население
| 2002 | 2010 | 2011 | 2012 |
| ---- | ---- | ---- | ---- |
| 7    | →7   | →7   | ↘6   |